# Жатауба
Жатауба (порт. Jataúba)  —  муниципалитет в Бразилии, входит в штат Пернамбуку. Составная часть мезорегиона Сельскохозяйственный район штата Пернамбуку. Входит в экономико-статистический  микрорегион Вали-ду-Ипожука.

## География
Климат местности: полупустыня.